# Heinz Jung
Heinz Jung (* 22. Januar 1935 in Frankfurt am Main; † 19. August 1996) war ein deutscher marxistischer Soziologe, Autor und Leiter des Instituts für Marxistische Studien und Forschungen (IMSF).

## Leben
Heinz Jung wurde in einer kommunistischen Arbeiterfamilie geboren und wurde selbst bereits im Alter von vierzehn Jahren Mitglied der KPD. Seine Mutter schickte ihn in die Freie Schulgemeinde Wickersdorf. Eine qualifizierte Ausbildung war für das Kind aus einer kommunistischen Arbeiterfamilie damals nur in der DDR zu realisieren. Nach bestandenem Abitur studierte er 1953 an der Karl-Marx-Universität Leipzig Wirtschaftswissenschaften und ab 1954 an der Humboldt-Universität in Berlin. Hier schloss er das Studium mit dem Diplom ab. In Leipzig gehörte er zu den Schülern von Kurt Braunreuther und in Berlin zu Hans Wagner und Kurt Braunreuther. 1957 ging er in die Bundesrepublik zurück. Da sein Diplom hier nicht anerkannt wurde, arbeitete er als ungelernter Arbeiter in der Metallindustrie. Wegen seiner Tätigkeit für die verbotene KPD wurde er zu einer Haftstrafe von einem Jahr auf Bewährung verurteilt. 1963 war er einer der Mitbegründer der Zeitschrift Marxistische Blätter und wirkte ab 1968 in der DKP. Neben Josef Schleifstein wurde Jung ab 1968 zunächst stellvertretender Leiter des Instituts für Marxistische Studien und Forschungen (IMSF), später, bis 1989, dessen Leiter. Er war Mitherausgeber der Marxistischen Studien – Jahrbuch des IMSF (1978–1989). 1989 gründete er die Zeitschrift Z. Zeitschrift Marxistische Erneuerung. 1986 promovierte er bei der Akademie der Wissenschaften der DDR mit der Arbeit: Deformierte Vergesellschaftung. Zur Soziologie des staatsmonopolistischen Kapitalismus der BRD. Heinz Jung publizierte zahlreiche Bücher und Artikel zu ökonomischen und soziologischen Themen. Bei der Landtagswahl in Hessen 1983 kandidierte er für die DKP im Wahlkreis Hochtaunus II.
Nach Joachim Bischoff war Heinz Jung bei aller Grundsatztreue zur kommunistischen Weltbewegung keiner der allzu vielen Dogmatiker. Im Unterschied zu Jupp Schleifstein und anderen war er von einer Renaissance des Reformkommunismus oder Linkssozialismus nicht überzeugt.
Nach ihm ist die „Dr. Heinz-Jung-Stiftung“ benannt, die „Forschungsvorhaben und wissenschaftlichen Arbeiten in der Weiterentwicklung der philosophischen Erkenntnisse von Karl Marx und Friedrich Engels“ fördert.

## Schriften
- mit Josef Schleifstein / Kurt Steinhaus (Redaktion): Die Septemberstreiks 1969. Darstellung – Analyse – Dokumentation des Streiks in der Stahlindustrie, im Bergbau, in der metallverarbeitenden Industrie und anderen Wirtschaftsbereichen. Frankfurt am Main 1969 (Beiträge des IMSF 1).
- Die 18. Tagung des Bundesverbandes der Deutschen Arbeitgeberverbände (BDA) vom 8. bis 10. Mai 1969 in Baden-Baden. Frankfurt am Main 1969 (Informationsberichte des IMSF 1).
- mit Kurt Steinhaus: Der Wirtschaftstag der CDU/CSU vom 26. – 27. Juni 1969 in Bonn. Frankfurt am Main 1969 (Informationsberichte des IMSF 2).
- mit Hans Schäfer (Hrsg.): Handbuch für Arbeiter und Angestellte zur betrieblichen und gesellschaftlichen Praxis. Verlag Marxistische Blätter, Frankfurt am Main 1970 (3. erw. Aufl. 1973).
- mit Johannes Henrich von Heiseler, Josef Schleifstein, Kurt Steinhaus (Redaktion): Mitbestimmung als Kampfaufgabe. Grundlagen – Möglichkeiten – Zielrichtung. Eine theoretische, ideologische und empirische Untersuchung zur Mitbestimmungsfrage in der Bundesrepublik. Frankfurt am Main 1971 (Beiträge des IMSF 2).
- mit  Jörg Goldberg: Die Wirtschaftskrise in der Bundesrepublik Deutschland 1974–1976. Ursachen – Auswirkungen – Argumente. Verlag Marxistische Blätter, Frankfurt am Main 1976.
- mit Jörg Goldberg, Bernd Günther: Arbeitslosigkeit. Ursachen, Entwicklung, Alternativen. Verlag Marxistische Blätter, Frankfurt am Main 1977 (Marxismus aktuell 116).
- mit Josef Schleifstein: Die Theorie des staatsmonopolistischen Kapitalismus und ihre Kritiker in der Bundesrepublik Deutschland. Verlag Marxistische Blätter, Frankfurt am Main 1978.
- Wissenschaft – Nationalkultur – ideologischer Klassenkampf. Der Beitrag des IMSF. In: 10 Jahre IMSF. Marxistische Forschung für die Arbeiterbewegung. IMSF, Frankfurt am Main 1978, S. 13–19.
- Strukturveränderungen der westdeutschen Arbeiterklasse. Argument Studienheft SH 7, Argument-Verlag Berlin/West, Berlin 1978, ISBN 3-920037-33-2
- Das revolutionäre Subjekt in der Marx's Theorie und heute. In: IMSF (Hrsg.): Marx ist Gegenwart. Materialien zum Karl-Marx-Jahr 1983. Verlag Marxistische Blätter, Frankfurt am Main 1983, ISBN 3-88012-686-0, S. 15–38.
- mit Fritz Krause: Die Stamokaprepublik der Flicks. Verlag Marxistische Blätter, Frankfurt am Main 1985 (Marxismus aktuell 193).
- Deformierte Vergesellschaftung. Zur Soziologie des staatsmonopolistischen Kapitalismus der BRD. Akademie Verlag, Berlin 1986, ISBN 3-05-000032-5.
- mit Jörg Huffschmid: Reformalternative. Ein marxistisches Plädoyer,  Frankfurt am Main 1988, ISBN 978-3-88807-056-3
- Abschied von einer Realität. Zur Niederlage des Sozialismus und zum Abgang der DDR. Ein politisches Tagebuch – Sommer 1989 bis Herbst 1990. IMSF, Frankfurt am Main 1990, ISBN 3-88807-092-9.